# Pentax MX
La Pentax MX è una macchina fotografica reflex a singolo obiettivo intercambiabile per rullini 135 e fotogramma in formato Leica 24x36, ad esposizione manuale e mirino con pentaprisma, prodotta dalla Asahi Pentax (Giappone) a partire dal 1976.
È ritenuta la migliore macchina professionale della serie M, fino all'arrivo della successiva Pentax LX, anche per l'innesto a baionetta "K" delle ottiche.

## Caratteristiche
È una macchina fotografica completamente meccanica che presenta la sua piccola componente elettronica impegnata solo per l'uso dell'esposimetro; la lettura esposimetrica è a TTL e l'esposimetro è costituito da una cellula al gallio-arseniuro di fosforo (campo di esposizione da 1 a 18 EV) molto affidabile e innovativa per l'epoca in cui la macchina fu presentata; l'indicazione della corretta esposizione si ha tramite 5 led indicanti la sovraesposizione o la sottoesposizione. Quindi la regolazione del tempo di esposizione (da 1 sec. a 1/1000 di sec.), e dell'apertura del diaframma rimangono compito esclusivo del fotografo, così come la messa a fuoco. Il tempo di sincronizzazione è 1/60. Nel mirino, oltre alle citate indicazioni dell'esposimetro sono visibili il tempo di esposizione (mediante una mascherina collegata alla ghiera dei tempi) e il diaframma, letto direttamente sulla ghiera dell'obiettivo mediante un periscopio. Il dorso è intercambiabile e sul fondo del corpo sono presenti la presa di forza ed i contatti per il trascinamento motorizzato. Il corpo macchina era prodotto sia in colore alluminio che in nero.

## Accessori
Per questa macchina, di stampo professionale, sono stati prodotti molti accessori di vario genere:
- 7 schermi aggiuntivi di messa a fuoco per il mirino:
  - SE, smerigliato interamente
  - SA-1, finemente smerigliato con una zona rotonda con fini microprismi
  - SA-3, finemente smerigliato con una zona rotonda con microprismi lavorati a grana grossa
  - SB-1, smerigliato con parte centrale con stigmometro
  - SD-1, smerigliato interamente con linee di mira a croce al centro
  - SG, smerigliato e reticolato in quadrati con 6 mm di lato
  - S1, smerigliato con linee di fede, con croce al centro e scala graduata
- Winder per trascinare la pellicola per poter scattare foto in sequenza (2 fotogrammi al secondo)
- Motor drive, (da 5 a ½ fotogramma al secondo) con accessori aggiuntivi come comando a distanza e dorso pellicola da 250 pose
- Tre tipi di alimentazione
- Due dorsi data per impressionare sulla pellicola dati quali la data o l'ora

## Galleria d'immagini

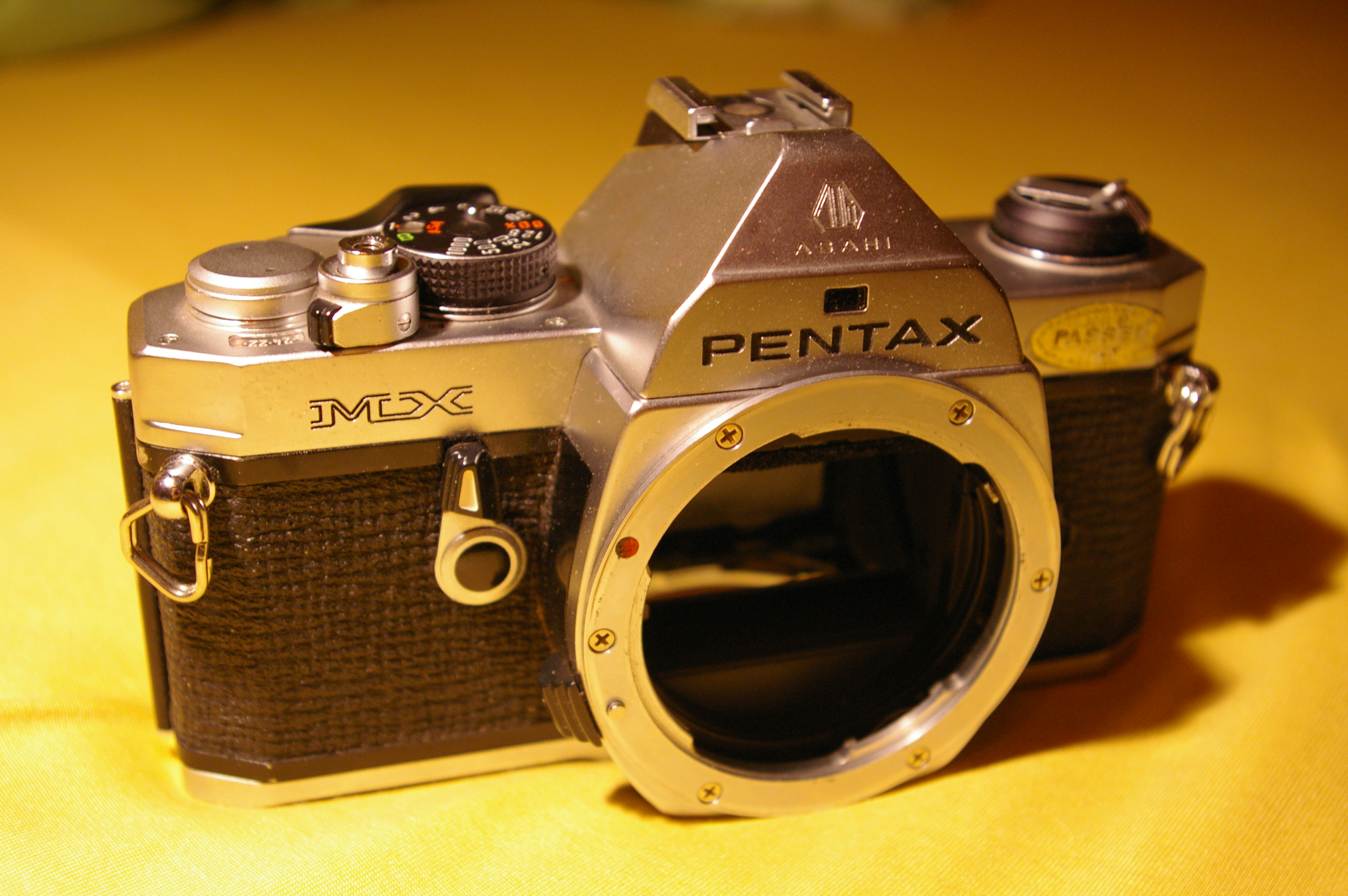
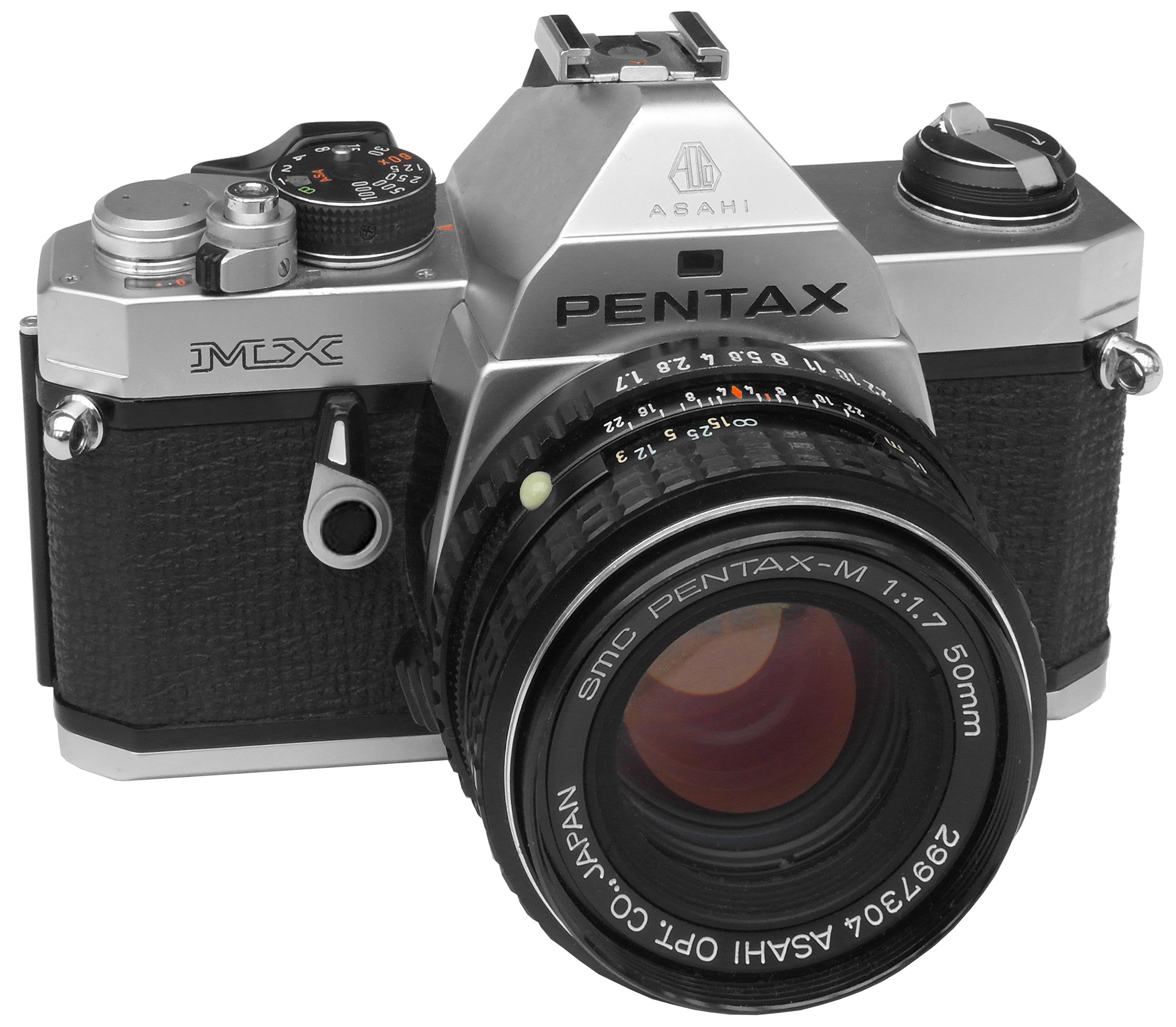
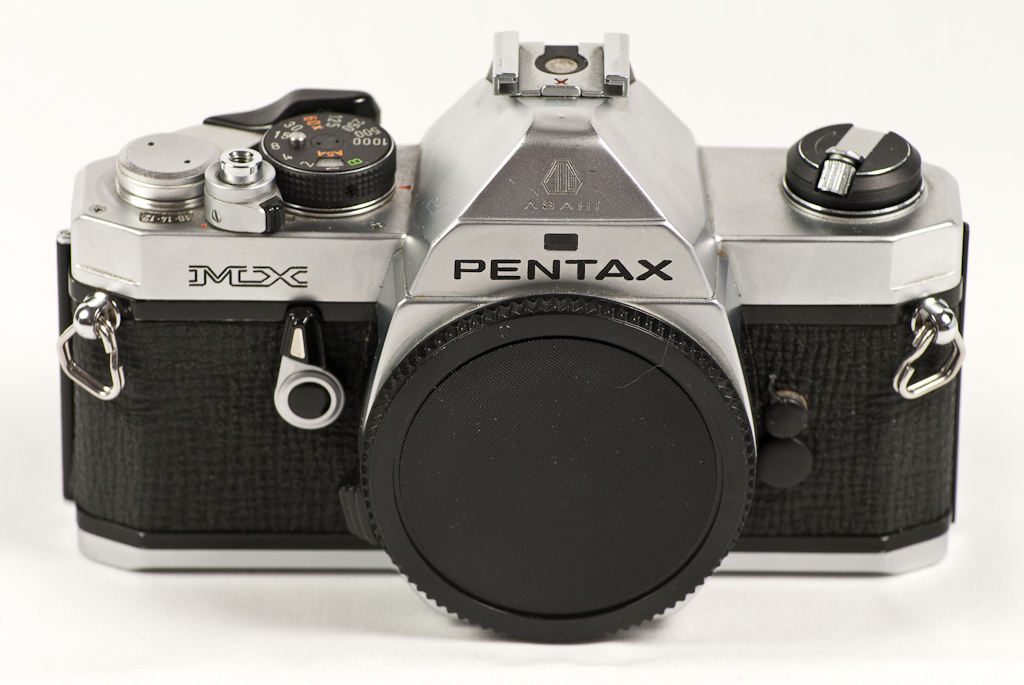
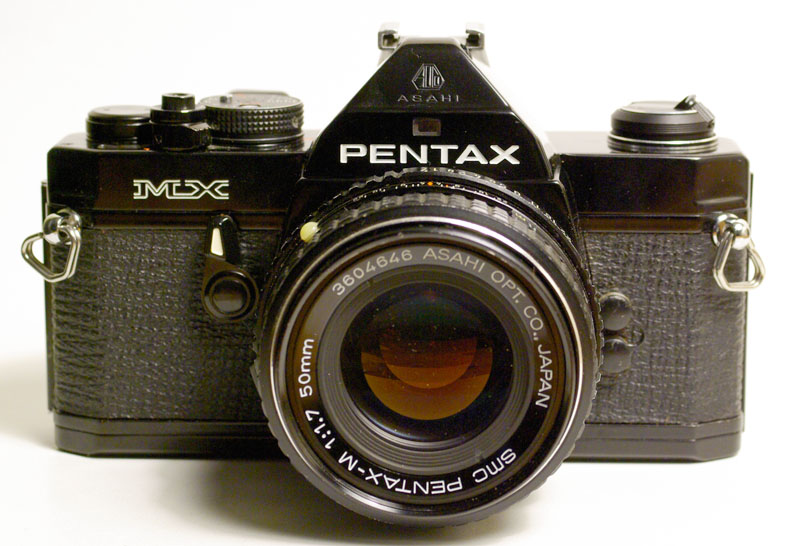
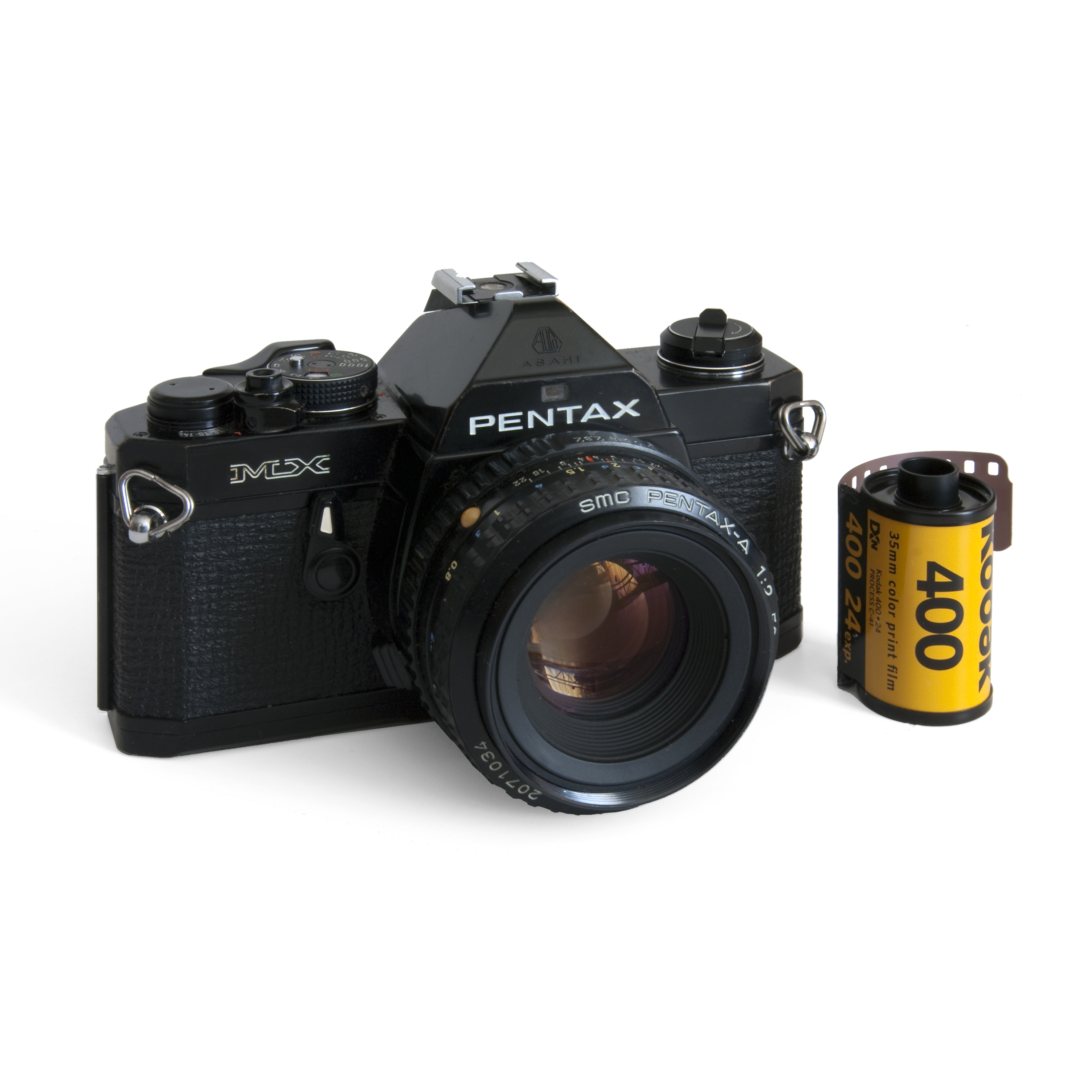
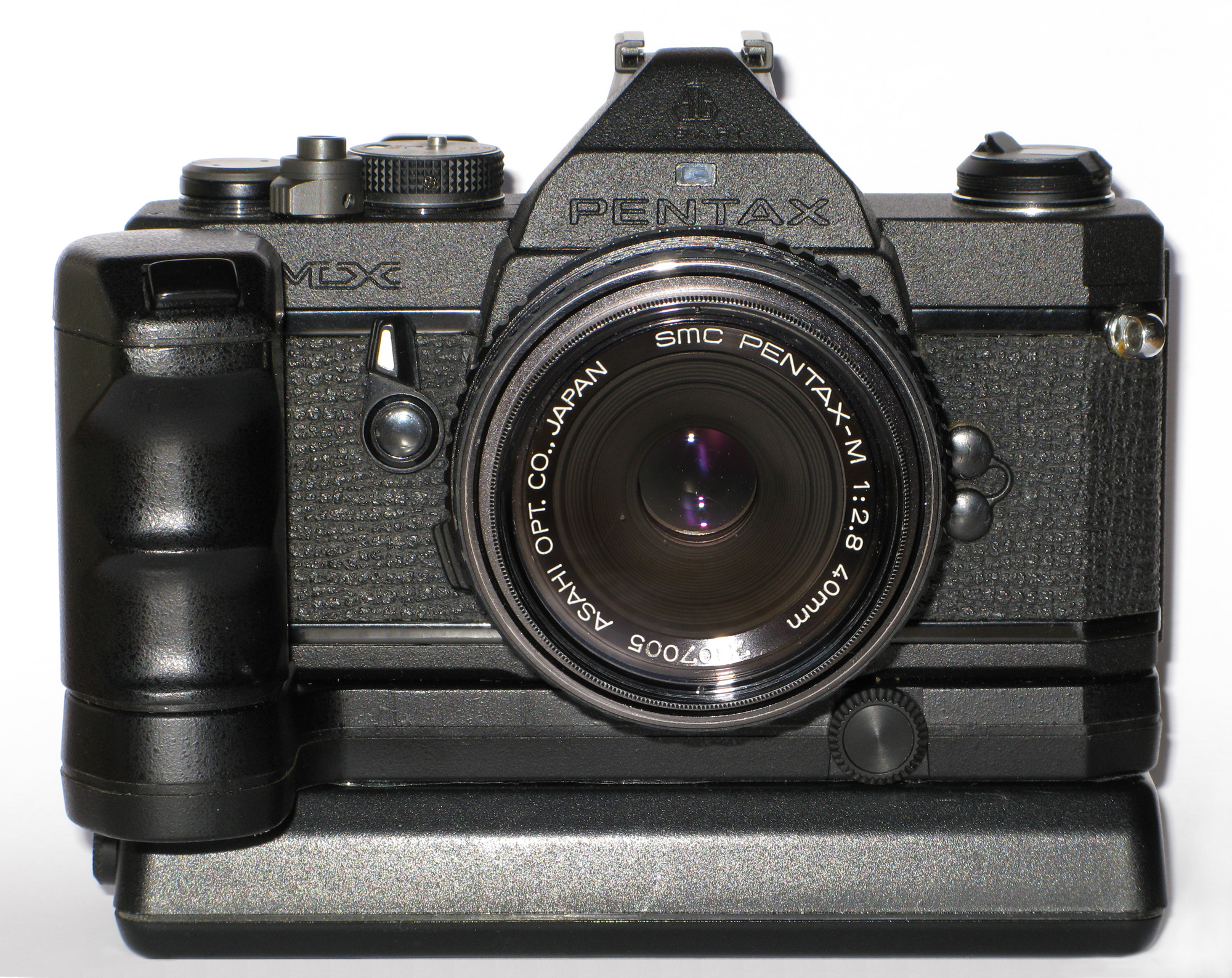
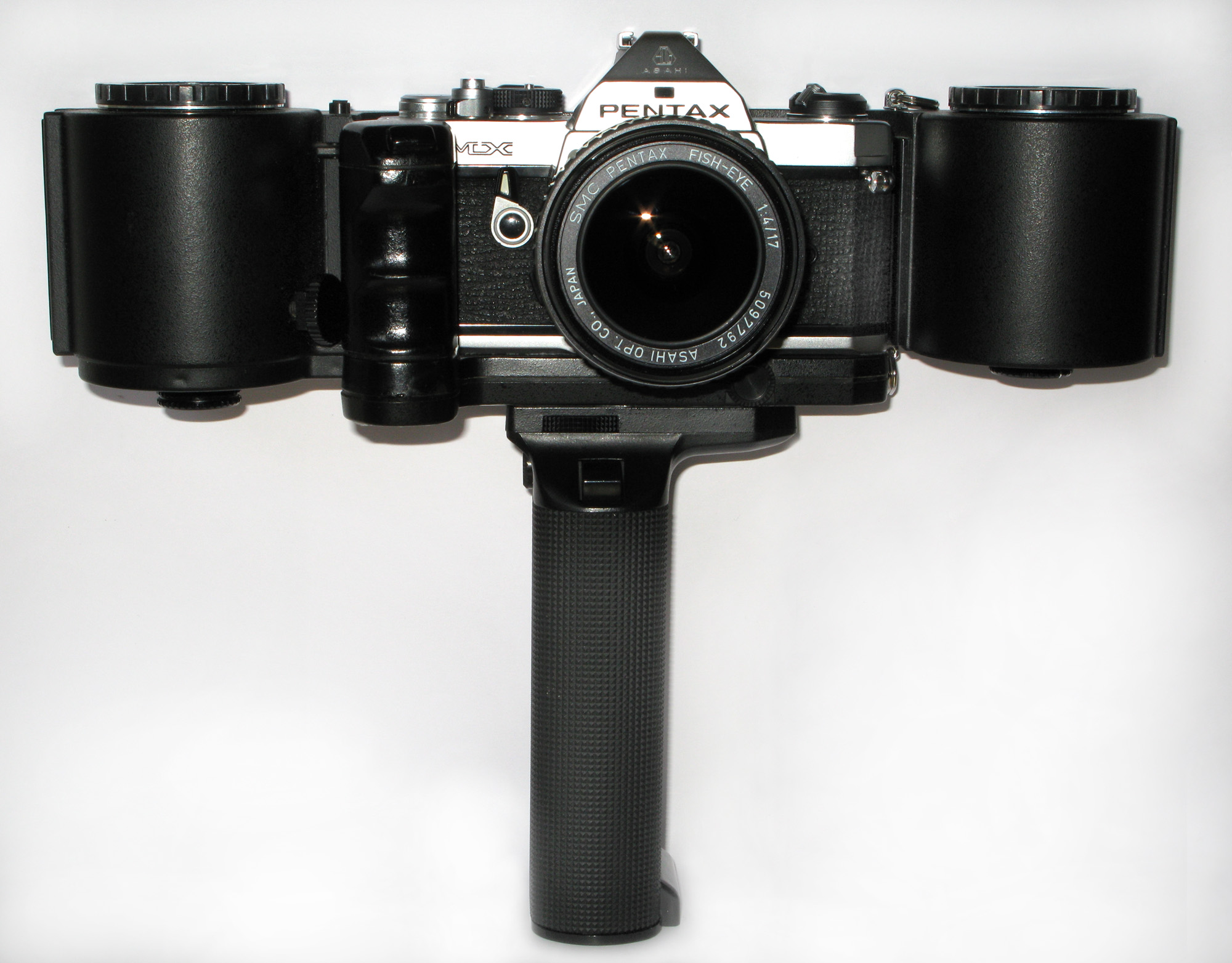
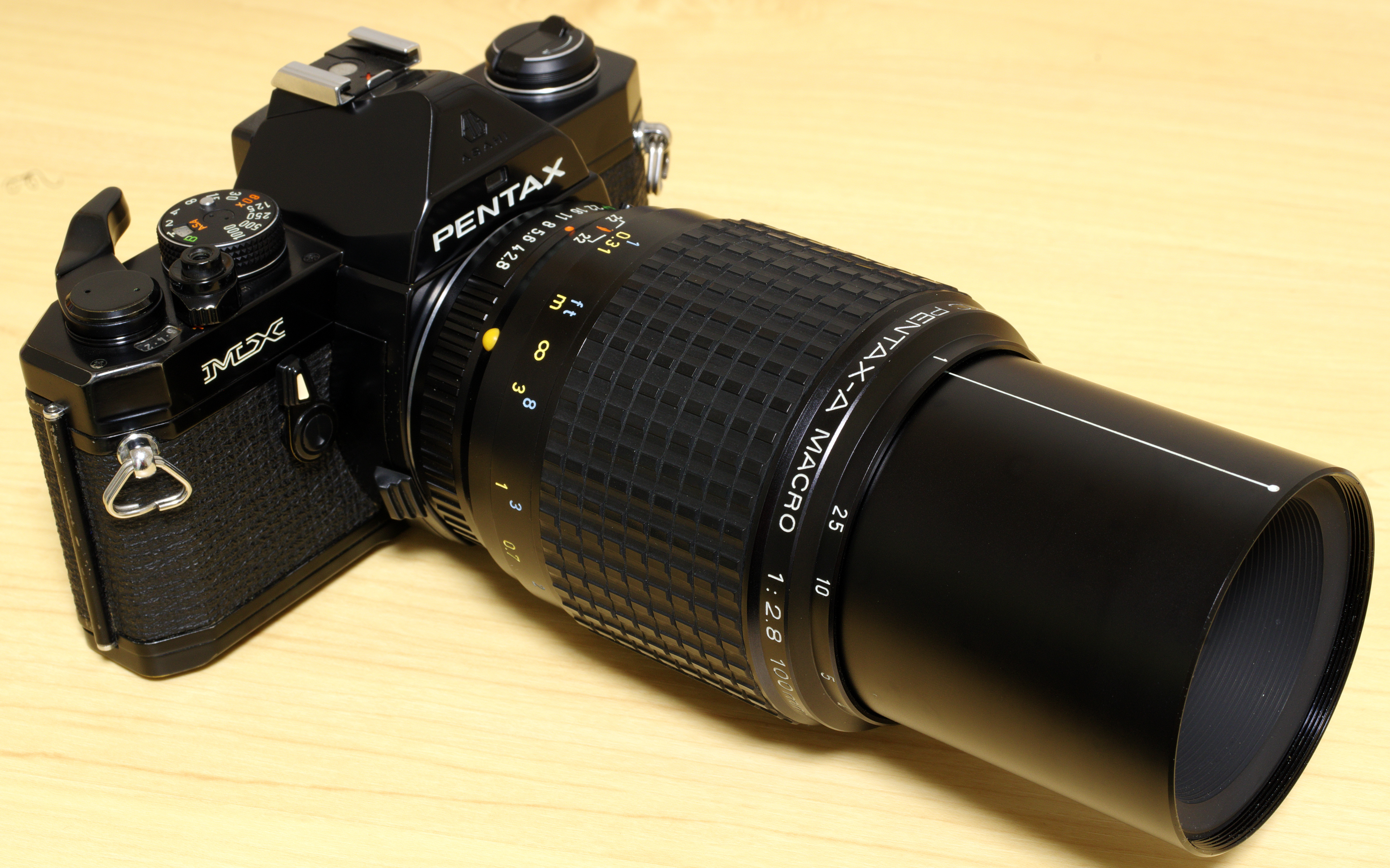
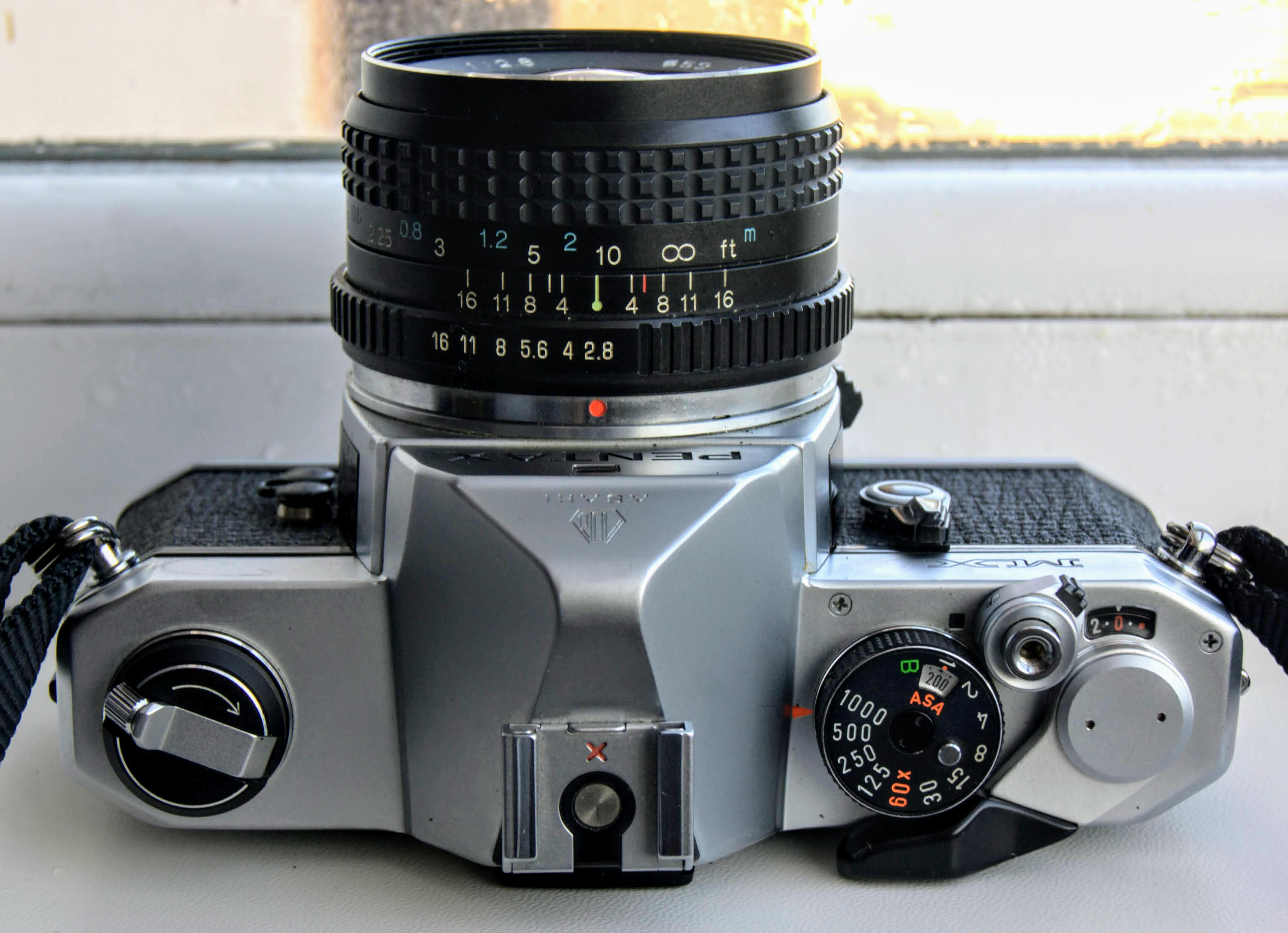
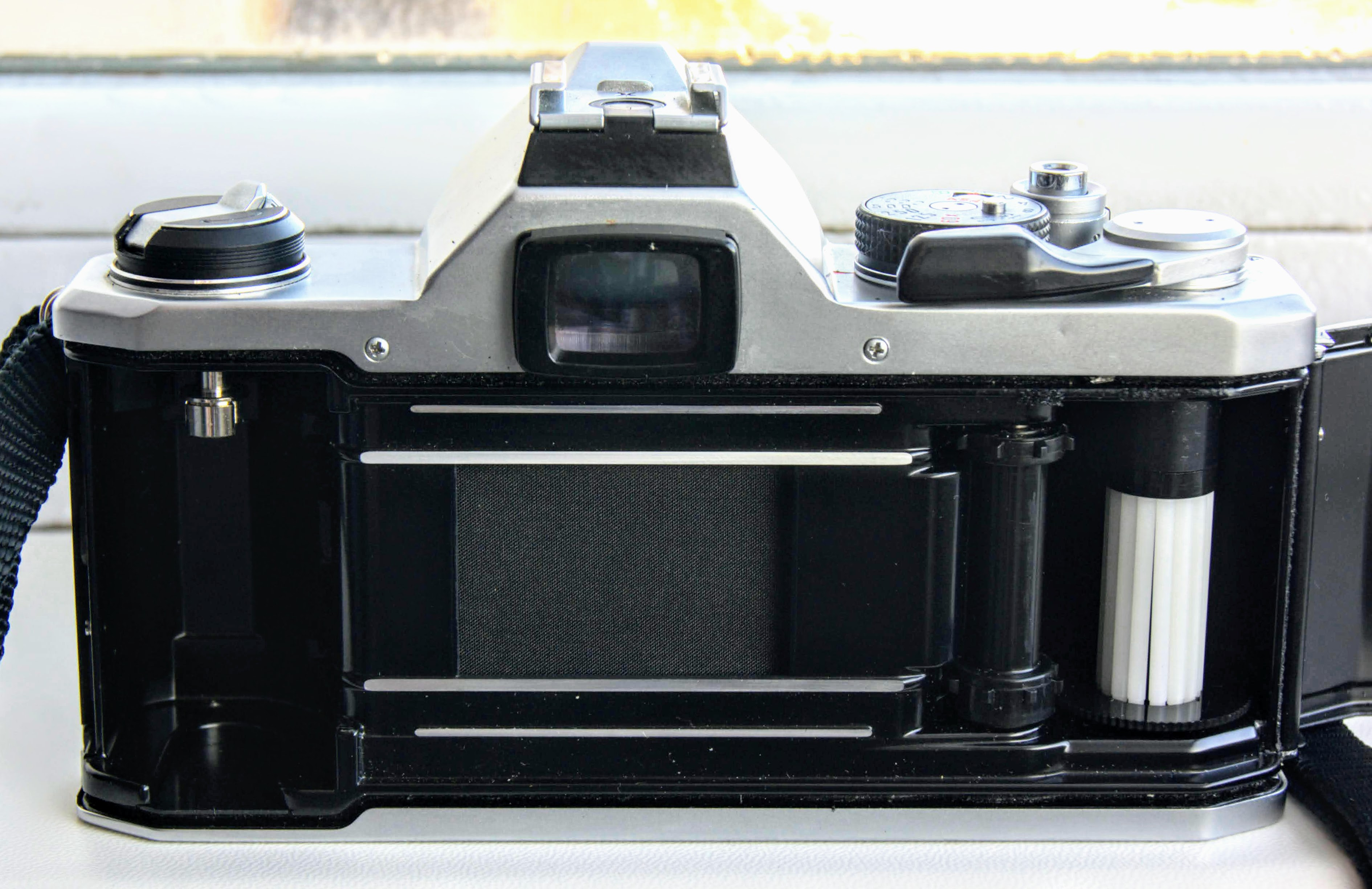
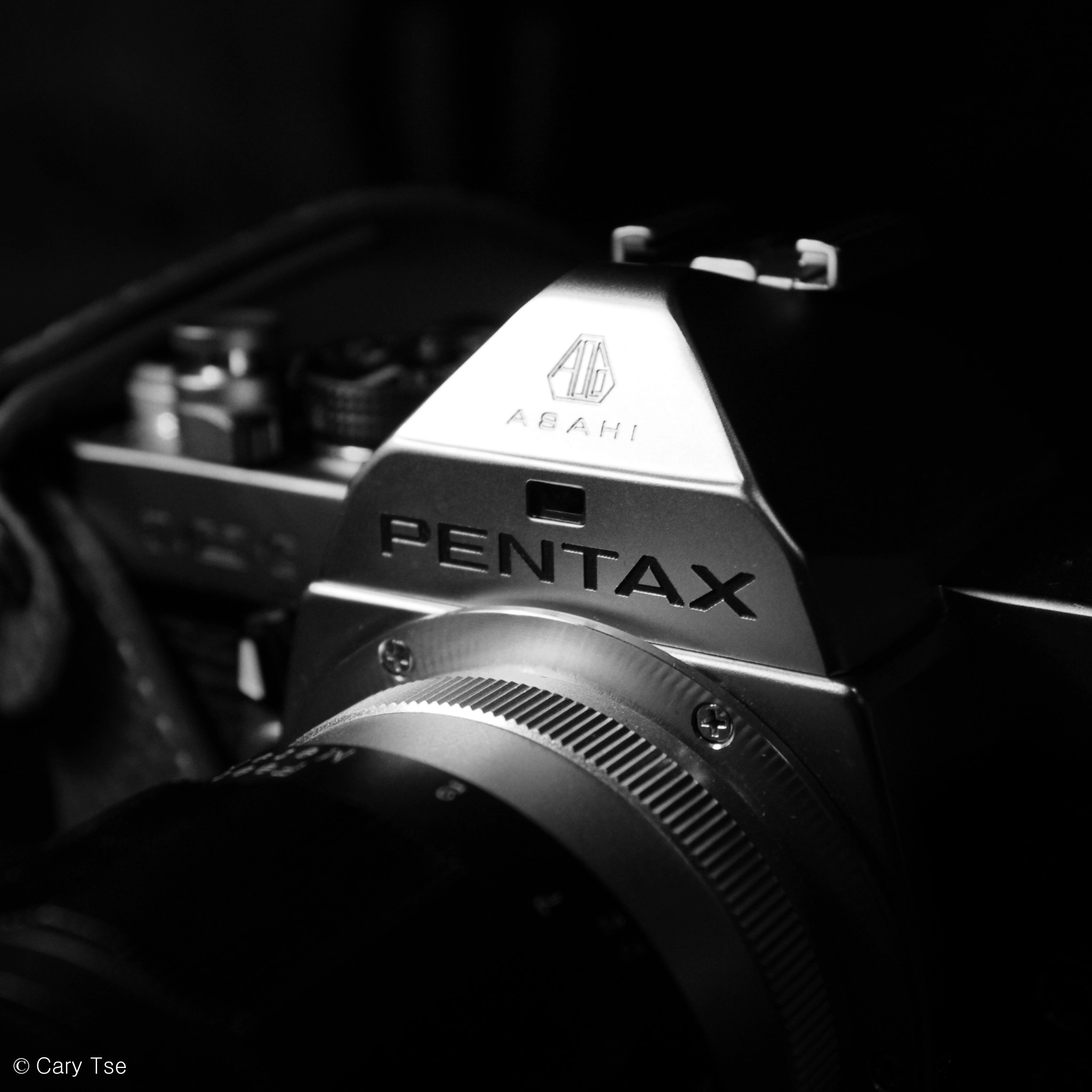